# Pediasia numidellus
Pediasia numidellus is een vlinder uit de familie grasmotten (Crambidae). De wetenschappelijke naam van deze soort is voor het eerst geldig gepubliceerd in 1903 door Rebel.
De soort komt voor in tropisch Afrika.